# Райнгольд Гадов
Райнгольд Гадов (нім. Reinhold Gadow; 25 квітня 1882, Берлін — осінь 1946, Заксенгаузен) — німецький офіцер, контрадмірал крігсмаріне.

## Біографія
7 квітня 1900 року вступив в кайзерліхмаріне. Учасник Першої світової війни, перший офіцер допоміжного пароплава «Королева Луїза». 4 серпня 1914 року пароплав, який мав замінувати вихід з Темзи, був потоплений британською ескадрою з 16 есмінців, а Гадов був взятий в полон. 13 січня 1918 року інтернований в Нідерландах, а 6 вересня був звільнений і переданий в розпорядження 2-ї морської дивізії. З 23 вересня 1918 по 24 жовтня 1919 року — 1-й ад'ютант Інспекції мін, загороджень і вибухівки. Після демобілізації армії залишений в рейхсмаріне. 30 червня 1930 року звільнений у відставку.
22 березня 1939 року переданий в розпорядження крігсмаріне. З вересня 1940 року — директор бібліотеки ОКМ. 31 березня 1945 року звільнений у відставку. Після війни заарештований радянською окупаційною владою, утримувався в спецтаборі НКВС №7 «Заксенгаузен». Восени 1946 року все ще утримувався в таборі. Подальша доля невідома. 25 квітня 1949 року офіційно визнаний мертвим без вказання точної дати смерті.

## Звання
- Морський кадет (7 квітня 1900)
- Фенріх-цур-зее (19 квітня 1901)
- Лейтенант-цур-зее (27 вересня 1903)
- Оберлейтенант-цур-зее (21 березня 1905)
- Капітан-лейтенант (22 березня 1910)
- Корветтен-капітан (18 вересня 1918)
- Фрегаттен-капітан (1 лютого 1925)
- Капітан-цур-зее (1 квітня 1927)
- Контрадмірал запасу (30 червня 1930)
- Контрадмірал до розпорядження (1 липня 1942)

## Нагороди
- Залізний хрест 2-го класу (2 квітня 1918)
- Хрест «За вислугу років» (Пруссія)
- Почесний хрест ветерана війни з мечами
- Хрест Воєнних заслуг 2-го класу з мечами (20 квітня 1943)

### Редактор
- Jahrbuch der deutschen Kriegsmarine. Verlag Breitkopf und Härtel, Berlin 1939, erschien für die Jahre 1940 bis 1945 jährlich.
- Illustrierter deutscher Flottenkalender. Wilhelm Köhler Verlag, ab 1943 bis 1945 jährlich.